# Pottyondi borvízforrás
A Pottyondi borvízforrás a Szilos- és a Tompád-patak összefolyásának közelében, a névadó településtől, Pottyondtól mintegy 3 kilométerre nyugatra található.

## Története
A Fiság völgyének települései közül Pottyond fekszik a legtávolabb a pataknak az Oltba való betorkollásától, illetve a környéket érintő fontosabb útvonalaktól. A kis hegyi település borvízforrását régóta ismerik és használják az ott lakók. Vitos Mózes írja a Csíkmegyei füzetekben: „gazdag viztartalmu, szép tiszta, magasra gyöngyöző borviz-forrás, az ugynevezett Pottyondi-borviz, melyet az összes községi lakosok nagy előszeretettel használnak és hordanak szét házaikhoz, s a mezőre a nyári munka idején”.
Az 1990-es években a Pottyondi borvízforrást köpübe foglalták és befedték. Az évek folyamán azonban leromlott a faépítmény állapota. 2010-ben civil kezdeményezésre, a helyi és megyei önkormányzat támogatásával teljesen felújították a forrást és környékét. A borvizet cserefaköpübe foglalták, új zsindelytetős kútházat emeltek föléje, tetejét kopjafával díszítették. A pottyondiak borvízforrása megmaradhatott az utókornak, elkerülve a település területén régebben ismert források sorsát, melyek mára elmocsarasodtak és eltűntek, emlékük csak az idősek elbeszéléseiben maradtak fenn.

## Jellegzetessége
A pottyondi borvíz nátrium-magnézium-hidrogén-karbonát típusú ásványvíz.

## Gyógyhatása
A pottyondi borvizeket ivókúrában használták a kezelésre szorulók.